# فردینانت شورنر
فردینانت شورنر (به آلمانی: Ferdinand Schörner) (۱۲ ژوئن ۱۸۹۲–۲ ژوئیه ۱۹۷۳) نظامی بلندپایه و فیلدمارشال آلمانی در دوره رایش سوم بود که برای چند روز در اواخر جنگ جهانی دوم فرماندهی کل نیروی زمینی آلمان را بر عهده داشت. او به جهت عملکرد متمایز تا روزهای پایایی جنگ، جزو یکی از تنها ۲۷ تنی بود که نشان صلیب شوالیه صلیب آهنین با برگ‌های بلوط، شمشیرها و الماس‌ها را دریافت کردند.

## سال‌های اولیه و جنگ جهانی اول
فردینانت شورنر روز ۱۲ ژوئن سال ۱۸۹۲ در مونشن زاده شد. پدرش افسر پلیس بود. سال ۱۹۱۱ پس از اتمام دوران مدرسه برای یک سال به عنوان داوطلب در ارتش پادشاهی بایرن خدمت کرد. سپس شروع به تحصیل در رشته فلسفه نمود تا خود معلم شود. با آغاز جنگ جهانی اول وادار به ترک دانشگاه شد. بیشتر جنگ را با درجه ستوان دوم و به عنوان فرمانده گروهان گذراند. شورنر در قالب یگان‌های ارتش باواریا میدان‌های رزم زیادی را در جبهه‌های غربی و ایتالیا در این جنگ تجربه نمود. با وجود این که در این زمان تنها یک افسر ذخیره به حساب می‌آمد و درجه پایینی داشت، نشان‌های عالی درجه ۲ و ۱ صلیب آهنین و پور لو مریت را دریافت کرد.

## رایشسور
شورنر در سال‌های پر آشوب پس از جنگ در فرایکور خدمت کرد و سپس به رایشسور ملحق گردید. در دهه ۱۹۲۰ دوره ستاد کل را گذراند. سال ۱۹۳۱ مدرس تاکتیک و تاریخ نظامی در دانشکده پیاده‌نظام درسدن شد.

## ورماخت
ترفیع درجات:
- ۲۹ نوامبر ۱۹۱۴: ستوان دوم
- ۱۵ ژوئیه ۱۹۱۸: ستوان یکم
- ۵ اوت ۱۹۲۶: سروان
- ۱ اوت ۱۹۳۴: سرگرد
- ۱ مارس ۱۹۳۷: سرهنگ دوم
- ۲۷ اوت ۱۹۳۹: سرهنگ
- ۱ اوت ۱۹۴۰: سرتیپ
- ۲۷ ژانویه ۱۹۴۲: سرلشکر
- ۱ ژوئن ۱۹۴۲: سپهبد (ژنرال نیروهای کوهستان)
- ۱ مارس ۱۹۴۴: ارتشبد
- ۵ آوریل ۱۹۴۵: فیلدمارشال

سال ۱۹۳۷ در مقام فرماندهی هنگ ۹۸ کوهستان به درجه سرهنگ دوم ترفیع گرفت.

### جنگ جهانی دوم
لهستان، فرانسه و بالکان
با آغاز جنگ جهانی دوم در ماه سپتامبر سال ۱۹۳۹، به شکل درخشانی با هنگ خود در نبرد لهستان حضور یافت. هنگ او در تسخیر ارتفاعات زبولسکا در جنوب لهستان و در ادامه در قالب لشکر یکم کوهستان در تهاجم به دژ لووف مشارکت کرد. نیروهای شورنر در مراحل ابتدایی کارزار جبهه غربی نیز به صورت موفقی به نبرد پرداختند. شورنر اواخر ماه مه سال ۱۹۴۰ فرماندهی لشکر ششم کوهستان را عهده‌دار شد. ماه اوت به درجه سرتیپ ترفیع گرفت. لشکر او رزم شدیدی را در کارزار بالکان تجربه کرد. در جریان نبرد یونان در شکستن خط دفاعی مکاستاس سهیم بود که تنها در عرض ۲۴ ساعت حاصل شد. نیروهای او روز ۲۷ آوریل سال ۱۹۴۱ پرچم آلمان را بر فراز آکروپولیس برافراشتند. این یگان در نبرد کرت نیز حاضر بود. به جهت این موفقیت‌ها نشان عالی صلیب شوالیه صلیب آهنین روز ۲۰ آوریل سال ۱۹۴۱ به شورنر اعطا شد.
شوروی
در آغاز عملیات بارباروسا، تهاجم به شوروی از ماه ژوئن سال ۱۹۴۱ نیروهای شورنر به عنوان بخشی از سپاه دیتل در شمال دور عمل می‌کردند. به هر صورت پیشروی به سمت مورمانسک در نهایت موفقیت‌آمیز نبود. شورنر روز ۲۷ ژانویه سال ۱۹۴۲ به درجه سرلشکر ترفیع گرفت و فرماندهی سپاه سپاه ۱۹ کوهستان به او سپرده شد. با استقرار در قسمت شمالی جبهه شرقی در عرض دو سال آینده حملات متعدد ارتش سرخ را دفع کرد. شورنر فرمانده‌ای بسیار سرسخت اما به فکر سربازان خود بود. او همواره از خط مقدم نیروهای خود را پیش می‌برد. به عنوان یک ناسیونال سوسیالیست معتقد، تعصب بالایی در میدان نبرد از خود نشان می‌داد. شورنر روز ۱ ژوئن سال ۱۹۴۲ به درجه سپهبد (ژنرال نیروهای کوهستان) ترفیع گرفت و فرمانده تمامی نیروهای آلمانی در جبهه نروژ بود.
با وجود زمینه خدمت در نیروی پیاده‌نظام کوهستان، شورنر روز ۱ اکتبر سال ۱۹۴۳ فرمانده سپاه ۴۰ زرهی در ناحیه رود دنیپر در قسمت جنوبی جبهه شد. مدتی بعد در حال هدایت یک گروه رزمی موقت متشکل از سه سپاه با مسئولیت ۱۲۰ کیلومتر از خط مقدم بود. او قابلیت‌های دفاعی خود را در برابر دشمن دارای برتری در این موقعیت نیز به نمایش گذاشت و چندین حمله را دفع کرد. شورنر بیشترین میزان تلاش را از نیروهای خود طلب می‌کرد و در عین حال مورد احترام آن‌ها بود. به جهت مشارکت مؤثر در دفاع از سرپل نیکوپول روز ۱۷ فوریه سال ۱۹۴۴ برگ‌های بلوط صلیب شوالیه را دریافت کرد و روز ۱ مارس به درجه ارتشبد ترفیع گرفت. شورنر همچنین به عنوان سربازی پایبند به اصول رایش سوم، به ریاست ستاد فرماندهی ناسیونال سوسیالیست در نیروی زمینی منصوب گشت. مدتی بعد به عنوان جانشین فیلدمارشال ایوالت فون کلایست، به فرماندهی گروه ارتش جنوب اوکراین برگزیده شد. شورنر جزو معدود فرماندهان ارشد بود که اعتماد فرماندهی عالی را برای صورت دادن عقب‌نشینی‌های تاکتیکی طبق نظر خود، داشت. از این اختیار به‌شکل بی‌مهابایی استفاده می‌کرد و هیچگاه بابت آن مؤاخذه نشد. هنگامی که تابستان سال ۱۹۴۴ مسئول دفاع از ناحیه اودسا بود، به این باور رسید که نخواهد توانست موضع خود را حفظ کند؛ بدین جهت به پشت رود دنیپر عقب نشست. این کار موجب از دست رفتن شهر اودسا شد اما خط مقدم را تثبیت کرد و گروه ارتش او را از انهدام قطعی رهایی داد. به هر صورت با درخواست‌های مکرر در ماه آوریل سال ۱۹۴۴ برای تخلیه کریمه به موقع موافقت نشد و آلمان بیشتر نیروهای خود در آن موقعیت را از دست داد.
شورنر مجدداً به شمال منتقل شد تا از روز ۲۱ ژوئیه سال ۱۹۴۴ گروه ارتش شمال را در مقابل تهاجم جدید دشمن هدایت کند. او با دو ارتش میدانی شانزدهم و هجدهم در مقابل نیرویی با ده برابر توان ایستادگی کرد. بدین ترتیب روز ۲۸ اوت سال ۱۹۴۴ شمشیرهای صلیب شوالیه به او اعطا گردید. شورنر اقدام به مبارزه در حین عقب‌نشینی به سمت لتونی کرد. با این حال حرکت تهاجم قدرتمند شوروی راه او را در ممل قطع نمود تا ۲۷ لشکر آلمانی ماه اکتبر در محاصره شبه‌جزیره کورلند گرفتار شوند. شورنر در ماه‌های آتی دفاع منسجمی در این ناحیه ایجاد و چهار تهاجم عمده دشمن را دفع کرد. برخلاف کریمه، شورنر این بار خواهان تخلیه محاصره کورلند از طریق دریا نبود چرا که این نیرو در این موقعیت بیش از ۱۰۰ لشکر دشمن را که می‌توانستند در نقاط دیگر مشکل بیشتری برای آلمان ایجاد کنند، درگیر خود نگاه داشته بودند. به جهت این عملکرد در کورلند روز ۱ ژانویه سال ۱۹۴۵ مختفر به دریافت الماس‌های صلیب شوالیه شد.
اوایل سال ۱۹۴۵ فرماندهی گروه ارتش آ که بعداً به گروه ارتش مرکز تغییر عنوان داد، به شورنر سپرده شد. او می‌بایست از خط مقدمی به طول حدود ۵۰۰ کیلومتر از لهستان تا اسلواکی با ۲۶ لشکر به شدت آسیب‌دیده دفاع می‌کرد. با هر آنچه در اختیار داشت توانست به خط مقدم ثبات ببخشد و مجموعه‌ای اقدامات تأخیر آفرین در مقابل دشمن اجرا کند. به هر صورت سیلزی علیا در پایان ماه مارس از دست رفت. شورنر روز ۵ آوریل سال ۱۹۴۵ به عنوان آخرین نفر در ورماخت و کل تاریخ آلمان به درجه فیلدمارشال نائل آمد. او به مقاومت در مقابل نیروهای شوروی در جنوب برلین ادامه داد. روزهای پایانی جنگ دستور گرفت نیروهای خود را به کوه‌های بایرن به عنوان واپسین موضع دفاعی، ببرد؛ البته چنین موضعی در حقیقت وجود نداشت. هیتلر پیش از خودکشی، شورنر را به برلین در محاصره فراخواند و او را به عنوان جانشین خود به فرماندهی کل نیروی زمینی منصوب کرد.

## پس از جنگ
در پایان جنگ شورنر، در عملی که موجب بدنامی او میان سربازان جبهه شرقی شد، جایگاه خود را رها و به تیرول در غرب پرواز کرد تا اسیر نیروهای آمریکایی شود. با این حال آن‌ها او را تحویل شوروی دادند. با وجود عقاید سفت‌وسخت ناسیونال سوسیالیستی، آن‌ها شورنر را به پیوستن به جرگه کمونیستم تشویق کردند و از او خواستند به ارتش آلمان شرقی بپیوندد. شورنر با رد این خواسته محاکمه و به بیست‌وپنج سال زندان محکوم شد. با این وجود سال ۱۹۵۵ از زندان شوروی آزاد شد و به آلمان بازگشت. این بار مجدداً سال ۱۹۵۷ در آلمان غربی به اتهام اعدام چند سرباز آلمانی به جرم فرار و شکست‌طلبی در اواخر جنگ، محاکمه و به چهار و نیم سال حبس شد. به هر صورت تنها دو سال دیگر را در زندان گذراند. فیلدمارشال فردینانت شورنر در نهایت روز ۲ ژوئیه سال ۱۹۷۳ در اثر حمله قلبی در مونشن درگذشت. او همچنین آخرین فیلدمارشال آلمانی بود که از دنیا می‌رفت.